# Anna Manaut

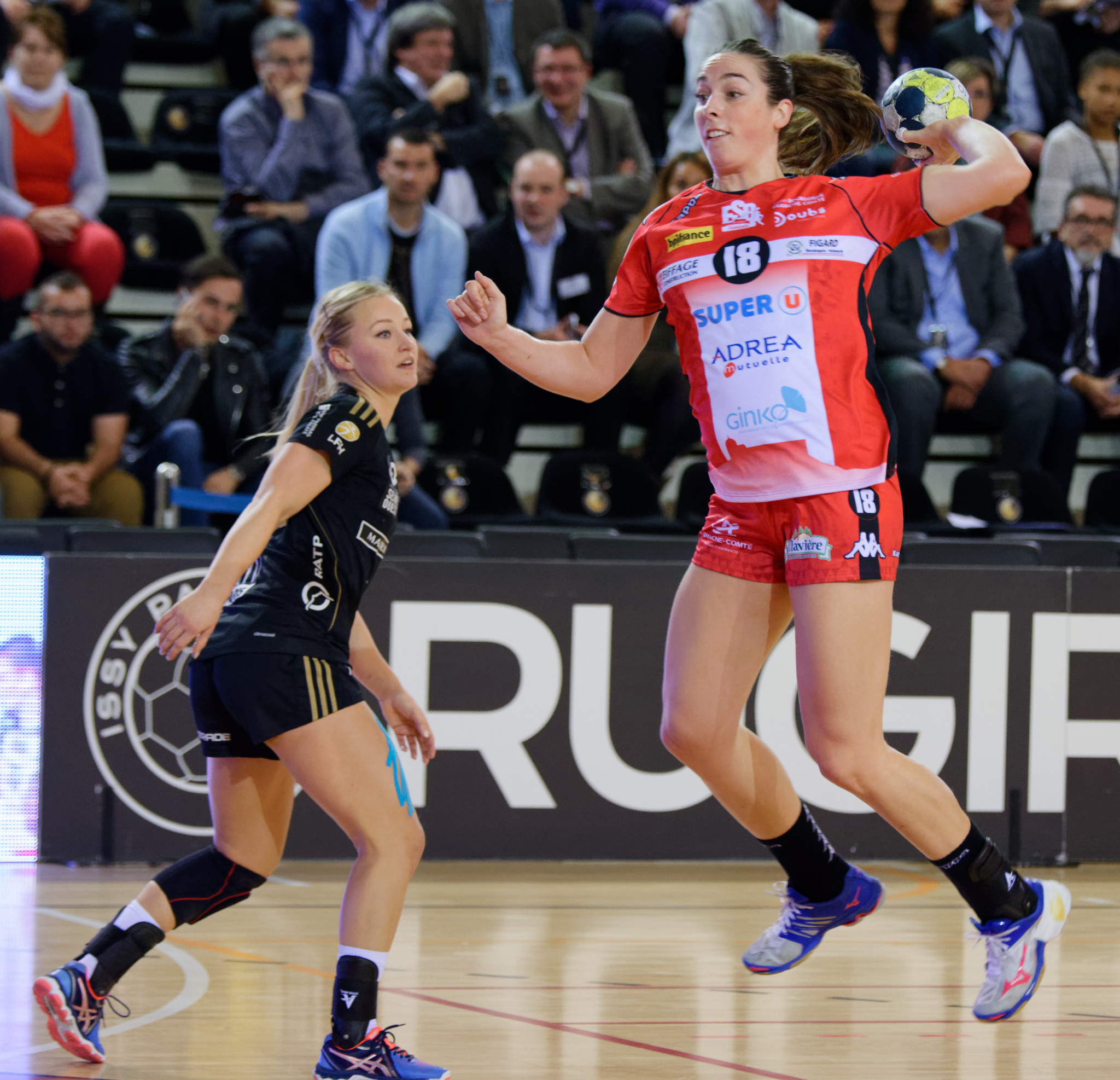
Rencontre de championnat entre Issy Paris Hand et ES Besançon.A Issy Les Moulineaux, le 26 octobre 2016.

Anna Manaut Caixal, née le 17 décembre 1990 à Tarroja de Segarra, est une handballeuse espagnole évoluant au poste d'arrière droite.

## Biographie
Très efficace au poste d'arrière droite lors de la saison 2015-2016 avec 121 buts marqués, elle rejoint l'ES Besançon à l'été 2016.
En mars 2017, elle se blesse gravement face à Metz et déclare forfait pour le reste de la saison.
Pour la saison 2018-2019, elle s'engage en deuxième division avec l'AS Cannes Handball.

## Palmarès

### En sélection
autres
- finaliste du championnat d'Europe jeunes en 2007[6]